# Harpe (Waffe)

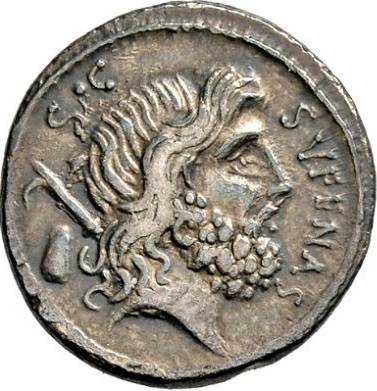
M. Nonius Sufenas Denar 59 v. Chr., Rom. Kopf des Saturn mit Harpa und ovalem Stein

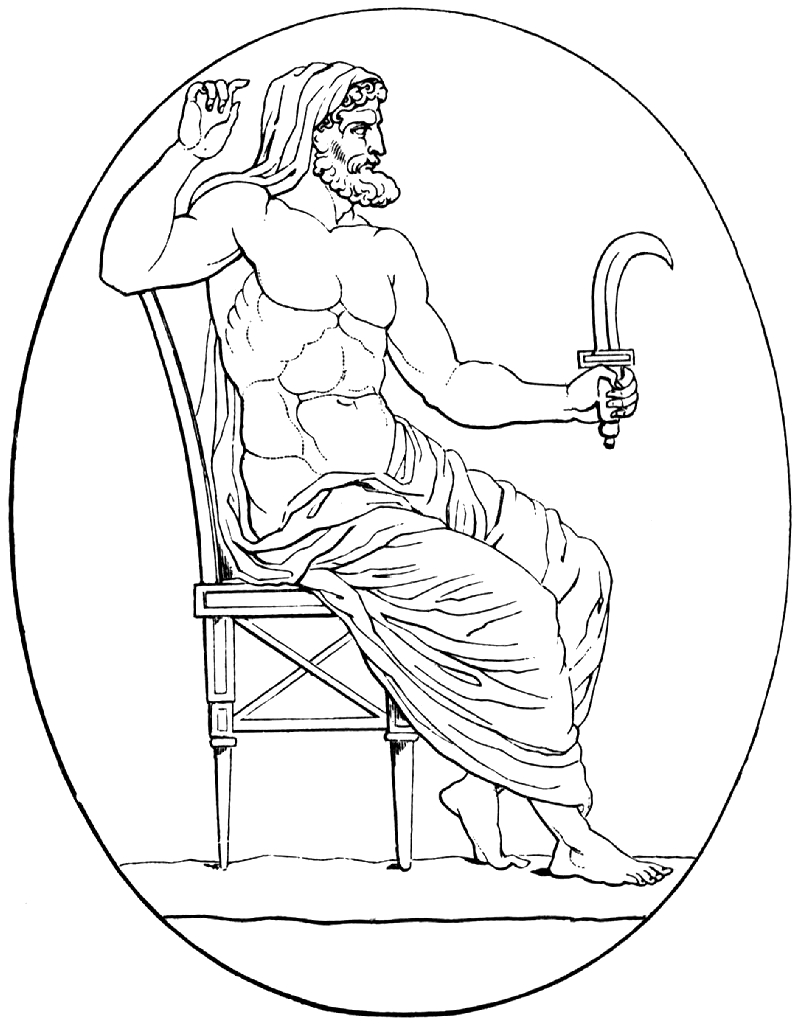
Kronos mit einer Harpe

Die Harpe (auch Harpa; griechisch ἅρπη, lateinisch harpe ‚Sichel‘) beschreibt ein Schwert, das an seiner geraden Klinge einen sichelförmigen Ansatz hat, das Hakenschwert, Sichelschwert, welches als eine mythologische Waffe, hauptsächlich in griechischen und lateinischen Sagen vorkommt.

## Etymologie
Die Termini harpē und falx bezeichneten, sowohl im Griechischen und Lateinischen, jedes konkav schneidende Werkzeug, ein spezifischer Terminus für die Sichel existierte noch nicht. Hingegen bezeichnet drepanon (gr. »Sichel«, »krumme Spitze«) jedwedes gekrümmtes Erntewerkzeug. Das griechische ἅρπη ist ursprünglich von einem semitischen Wort entlehnt, welches im biblischen Hebräisch als חרב „Schwert“ wiedergeben ist. Der heutige Begriff für die Sichel leitet sich (im germanischen Sprachraum) von den erst im Spätlatein auftauchenden Termini sīcula, falcicula ab.

## Kunst und Mythologie

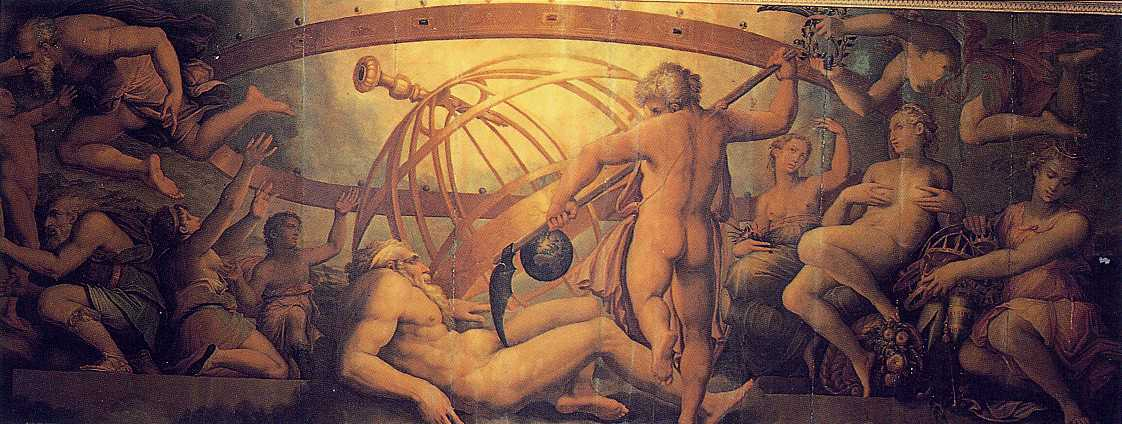
Kronos entmannt seinen Vater Uranus mit einer Harpe

Der Sage nach ist dieses Schwert die von Merkur geliehene Waffe, mit der Perseus Medusa enthauptet (daher Cyllenis harpe). In einer anderen Sage der griechischen Mythologie kastriert der Titan Kronos mit einer Harpe seinen Göttervater Uranos. Die Harpe findet sich gelegentlich auf römischen oder griechischen Skulpturen. Diesen Abbildungen zufolge ist es ein Schwert mit einer gebogenen Klinge. Diese Darstellung wird explizit im Werk Leukippe und Kleitophon des 2. Jahrhunderts beschrieben.
In späteren Abbildungen ist die Harpe eher eine Sichel als ein Schwert. Auf dieser sehr künstlerischen Abbildung einer Harpe, welche die Entmannung des Uranos zeigt, wird diese als Kriegssense dargestellt. Der griechische Held Perseus wird traditionell mit einer Harpe in der Hand abgebildet, mit der er den Kopf der Medusa abschlug.

## Weitere Sichelschwerter
- Kopis, griechische Antike
- Chepesch, Ägypten